# Steinbrücke 18 (Quedlinburg)

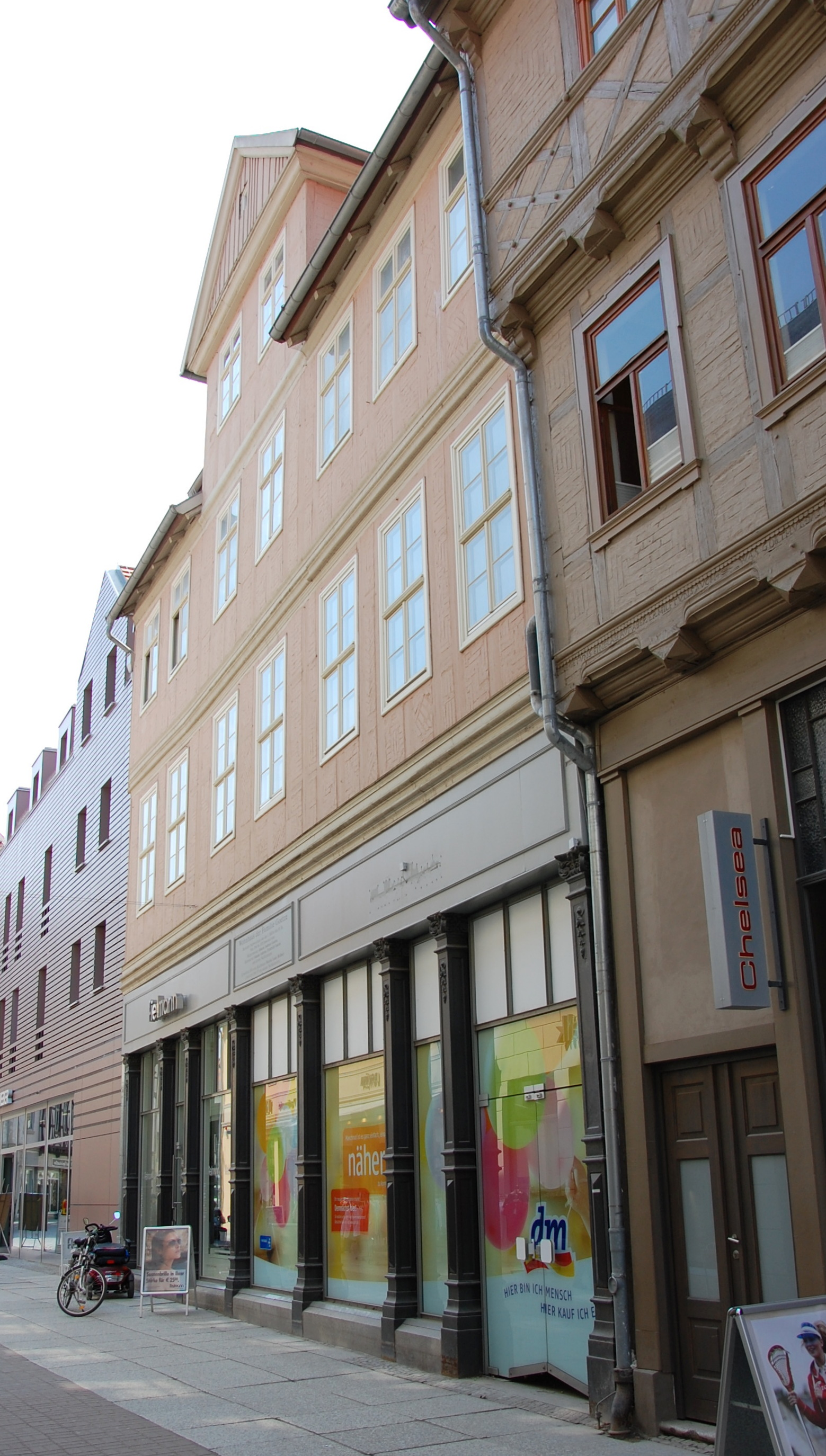
Haus Steinbrücke 18

Das Haus Steinbrücke 18 ist ein denkmalgeschütztes Gebäude in der Stadt Quedlinburg in Sachsen-Anhalt.

## Lage
Es befindet sich südlich des Quedlinburger Marktplatzes. Im Quedlinburger Denkmalverzeichnis ist es Kaufmannshaus eingetragen. Nördlich grenzt das gleichfalls denkmalgeschützte Haus Steinbrücke 19 an.

## Architektur und Geschichte
Das dreigeschossige Fachwerkhaus entstand in spätbarocker Gestaltung in der Zeit um 1760. Es ist einfach gegliedert. Mittig wird es von einem Zwerchhaus bekrönt. An der Fassade finden sich Profilbohlen. Die Gefache sind mit Zierausmauerungen versehen.